# Theodor Schwann
Theodor Schwann (ur. 7 grudnia 1810 w Neuss, zm. 11 stycznia 1882 w Kolonii) – niemiecki zoolog, fizjolog i histolog – twórca podstaw nowoczesnej histologii, odkrywca pepsyny i komórek glejowych. Laureat Medalu Copleya oraz Pour le Mérite za Naukę i Sztukę (1875).

## Życiorys
Studiował medycynę w Berlinie, po czym został asystentem fizjologa J. P. Müllera (1834/1838). W czasie badań procesów trawienia (1836 r.) wyizolował substancję odpowiedzialną za trawienie w żołądku – pierwszy enzym przygotowany z tkanki zwierzęcej – nazwał ją pepsyną.
Opisał strukturę ograniczoną błoną komórkową otaczającą jądro i wprowadził pojęcie metabolizmu. W latach 1838–1839 współpracował z botanikiem M. J. Schleidenem, tworząc teorię budowy komórkowej, wspólną dla roślin i zwierząt.
W latach 1839–1848 był profesorem uniwersytetu w Leuven. W tym okresie badał powstawanie zarodników drożdży, stwierdzając, że fermentacja cukru i skrobi jest wynikiem procesów życiowych. Sformułował podstawowe zasady embriologii stwierdzając, że wszystkie organizmy powstają z pojedynczych komórek.
Na uniwersytetach w Leuven i Liège w Belgii (1849/1879) badał proces przekazywania impulsów nerwowych z receptorów do mięśni, odkrywając rolę komórek otaczających aksony (otoczka mielinowa), skracających czas od pobudzenia do reakcji mięśni. Obecnie znane są cztery rodzaje tzw. komórek glejowych, stanowiących wciąż przedmiot intensywnych badań neurofizjologów, którzy zmierzają do odkrycia mechanizmów działania tajemniczego „drugiego mózgu” (nie zbudowanego z neuronów).
Wyniki jego badań nie znalazły zrozumienia współczesnych. Odkrycie roli drożdży w fermentacji alkoholowej zostało wyszydzone przez Justusa Liebiga i Friedricha Wöhlera. Z niechęcią przyjmowano jego koncepcje, że ciało ludzkie powstaje i działa zgodnie ze ślepymi prawami natury.
R. Douglas Fields, profesor Neurobiologii i Programu Nauk Kognitywnych w University of Maryland (College Park), współczesny autorytet w dziedzinie badań interakcji neuronalno-glejowych, napisał:

Z filozoficznego punktu widzenia Schwann pozbawił Stwórcę życiodajnej mocy i przekazał ją fizykom i chemikom.

Schemat komórki nerwowej z otoczką mielinową

W tej nieprzychylnej atmosferze Schwann – człowiek skromny i pobożny – zrezygnował z pracy naukowej. Został wynalazcą maszyn dla górnictwa. Zaprojektował m.in. aparaty oddechowe do akcji ratunkowych (pomysł wykorzystano później w czasie konstrukcji wyposażenia do badań podwodnych). Okresowo cierpiał na depresję i stany lękowe.
Koncepcje Schwanna zyskały uznanie wkrótce po jego rezygnacji z dalszej pracy naukowej. Już w roku 1847 pracę Mikroskopische Untersuchungen..., 1839 uznano za „jeden z najważniejszych kroków na drodze postępu w naukach fizjologicznych”.
Jego starszy brat Peter Schwann był duchownym katolickim i profesorem teologii w Braniewie.